# Eupogonius pubescens
Eupogonius pubescens es una especie de escarabajo longicornio del género Eupogonius, tribu Desmiphorini, subfamilia Lamiinae. Fue descrita científicamente por LeConte en 1873.

## Descripción
Mide 6-9 milímetros de longitud.

## Distribución
Se distribuye por Estados Unidos.